# Jaime Lamo de Espinosa Michels de Champourcin
Jaime Lamo de Espinosa Michels de Champourcin, 13è Marquès de Mirasol, Baró de Frignani i Frignestani (Madrid, 1941) és un economista i polític, enginyer i professor universitari madrileny que fou Ministre d'Agricultura entre 1978 i 1982.

## Biografia
Va néixer el 4 d'abril de 1941 a la ciutat de Madrid, fill d'Emilio Lamo de Espinosa y Enríquez de Navarra, 12è Marquès de Mirasol, Baró de Frignani i Frignestani. El seu pare era originari de Requena i fou procurador en Corts Espanyoles durant el franquisme. Va estudiar enginyeria agrònoma i ciències econòmiques a la Universitat de Madrid, Va obtenir la càtedra d'economia a l'Escola d'Enginyers Agrònoms de la Universitat de València esdevenint posteriorment catedràtic d'economia i política agrària a la Universitat Politècnica de Madrid així com a l'Escola Tècnica Superior d'Enginyers Agrònoms de Madrid.

## Activitat política
En els darrers anys del franquisme va ocupar alguns càrrecs públics: subcomissari del Pla de Desenvolupament, l'any 1973 fou nomenat Director del Gabinet Tècnic del Ministeri d'Agricultura, passant a ser Director General d'Indústries Alimentàries l'any 1974 i subsecretari del Ministeri el 1976.
Convençut per Fernando Abril Martorell, va ingressar en la UCD el 1977, i amb aquest partit fou nomenat vicepresident tercer el 1977 i elegit diputat per la província de Castelló a les eleccions generals espanyoles de 1979. També fou ministre d'agricultura amb Adolfo Suárez i Leopoldo Calvo Sotelo de febrer de 1978 fins al 2 de desembre de 1981, i ministre adjunt a la Presidència d'aleshores fins a juliol de 1982.
Membre de la Unió de Centre Democràtic (UCD), en la remodelació l'any 1978 del primer govern d'Adolfo Suárez fou nomenat Ministre d'Agricultura, càrrec que desenvolupà fins al desembre de 1981, moment en el qual fou nomenat Ministre Adjunt al President. En les eleccions generals de 1979 fou escollit diputat al Congrés per la UCD en representació de la província de Castelló, sent nomenat portaveu d'aquest partit al Congrés entre 1981 i 1982. En la seva funció de Ministre d'Agricultura entre 1979 i 1981 fou president de la Conferència Mundial de l'Organització de les Nacions unides per a l'Alimentació i l'Agricultura (FAO) i l'any 1980 president de la Conferència de Ministres d'Agricultura de l'Organització per a la Cooperació i el Desenvolupament Econòmic (OCDE).
Després de l'ensulsiada de la UCD a les eleccions generals espanyoles de 1982 es retirà de la política activa. El 1986 va ingressar al Partit Liberal, però es donà de baixa poc després. El 1987 fou reconegut XIII Marquès de Mirasol i XV baró de Frignani i Frignestani. El 1991 fou nomenat Catedràtic Jean Monet de la Unió Europea. El 1995 fou nomenat assessor del President de la Generalitat Valenciana. També ha estat membre del consell d'administració de diverses empreses i membre del consell social de la Universitat Jaume I de Castelló

## Obres
- La década perdida: 1985-96 (la agricultura española en la UE) (1998)
- El sistema de cuotas lácteas (amb Ramón Tamames i Carlos Buxadé, 1996)
- La nueva política agraria común (1998)
- Agricultura sostenible (1999)